# Луэнго, Ойер
О́йер Луэ́нго Редо́ндо (баск. Oier Luengo Redondo; род. 11 ноября 1997 года в Аморебьета-Эчано, Испания) — испанский футболист, защитник клуба «Реал Овьедо».

## Карьера
Ойер является воспитанником академии «Аморебьеты» из своего родного города. Он дебютировал за родной клуб 30 октября 2016 года, выйдя на замену в матче Сегунды B против «Толедо». Всего в своём первом сезоне на взрослом уровне защитник принял участие в 11 встречах третьей испанской лиги. 16 сентября 2017 года Ойер забил первый гол в карьере, поразив ворота команды «Реал Сосьедад B». 13 июня следующего года игрока приобрёл «Атлетик Бильбао» для своей второй команды. Он провёл лишь 2 игры за «Бильбао Атлетик» в первой половине сезона 2018/19, и вернулся в родную «Аморебьету» во второй половине. Вернувшись из аренды, защитник отыграл 2 сезона за дубль «Атлетика» и покинул его после истечения контракта летом 2021 года. В сезоне 2021/22 Ойер снова вернулся в «Аморебьету», выступавшую в Сегунде. Он сыграл 31 матч в турнире, по итогам которого его родная команда понизилась в классе. 
Его новым клубом стал «Реал Овьедо», с которым защитник заключил 2-летний контракт 4 июля 2022 года. В своём первом сезоне Ойер не добился серьёзных успехов с командой в Сегунде, однако помог ей достойно выступить в кампании Кубка Испании, приняв участие в 3 встречах, включая игру третьего раунда с мадридским «Атлетико». В двух следующих сезонах Ойер был основным защитником астурийцев и дважды выходил с ними в плей-офф за выход в Примеру. По итогам сезона 2024/25 «Реал Овьедо» оформил возвращение в класс сильнейших. Ойер продлил контракт с клубом в ходе этого сезона до 2027 года, поэтому остался в числе игроков, готовящихся к выступлению в Примере. Он подошёл к сезону 2025/26 имея за плечами более 100 сыгранных матчей во второй испанской лиге (из них 28 — в успешном сезоне 2024/25).